# Royaume toupouri de Doré
Pour les articles homonymes, voir Doré.
Le royaume toupouri de Doré est un ancien État localisé dans les territoires actuels du Tchad (principalement) et du Cameroun. Il n'existe plus aujourd'hui en tant qu'entité politique indépendante, mais seulement comme chefferie traditionnelle en relation avec les autorités administratives tchadiennes modernes.
Doré est une petite localité proche de la ville de Fianga dans le département du Mont d'Illi au Sud-Ouest du Tchad.

## Organisation politique et administrative

### Le Wang Son Kulu
Le roi de Doré porte le titre de Wang Son Kulu.